# San Carlos Sija
San Carlos Sija – miasto w Gwatemali, w departamencie Quetzaltenango, położone około 25 km na północ od stolicy departamentu miasta Quetzaltenango.  Miasto leży w rozległej kotlinie w górach Sierra Madre de Chiapas, na wysokości 2630 m n.p.m. Według danych statystycznych z 2002 roku miejscowość liczyła 11 461 mieszkańców.   

## Gmina San Carlos Sija
Jest siedzibą władz gminy o tej samej nazwie, która jest jedną z 24 gmin w departamencie. Gmina w 2012 roku liczyła 35 622 mieszkańców. 
Gmina jak na warunki Gwatemali jest średniej wielkości, a jej powierzchnia obejmuje 148 km². Ludność gminy utrzymuje się głównie z rolnictwa i wydobywania piasku budowlanego a także usług i rzemiosła artystycznego. W rolnictwie dominuje hodowla bydła mięsnego i mlecznego a następnie uprawa kukurydzy, pszenicy, fasoli i owsa oraz pozyskiwanie kauczuku naturalnego.
Klimat gminy jest równikowy, według klasyfikacji Wladimira Köppena, należy do klimatów tropikalnych monsunowych (Am), z wyraźną porą deszczową występującą od maja do października. Opad w tym okresie wynosi około 900–100 mm. Ze względu na wyniesienie nad poziom morza temperatury są umiarkowane a amplituda temperatur jest dość duża i oscyluje w granicach 0–24 °C. Średnioroczna temperatura zawiera się w przedziale wynosi 12,5–18,6 °C.